# Oudhof

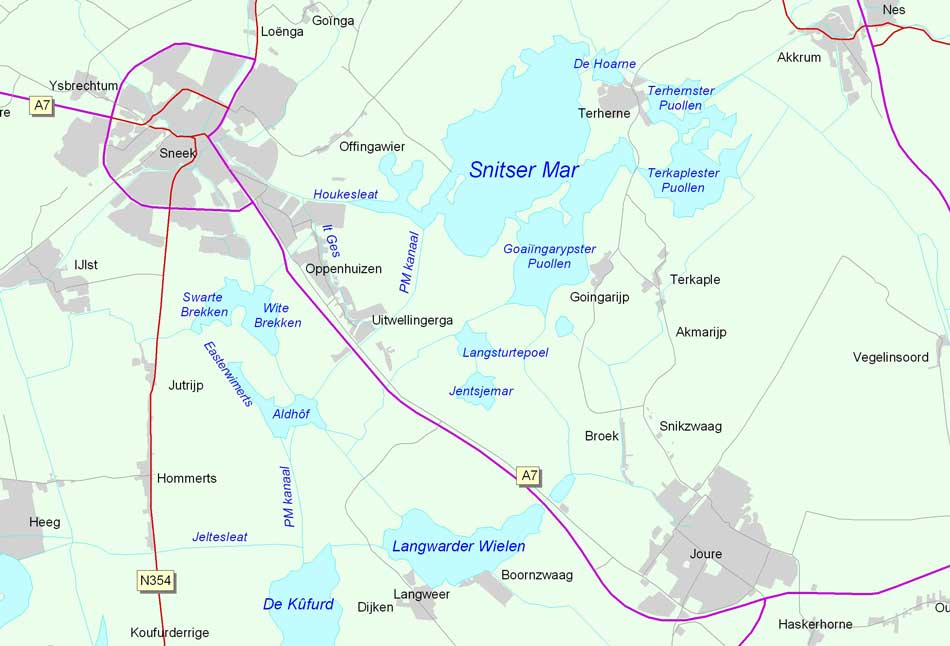
Kaartje met de officiële waternamen tussen Sneek, Joure en Akkrum

De Oudhof (Fries en officieel: Aldhôf) is een meer ten zuidoosten van Sneek in de provincie Friesland (Nederland).

## Beschrijving
De Oudhof wordt doorsneden door het Prinses Margrietkanaal. Via Het Nauw van de Brekken (It Nau) is het verbonden met de Witte Brekken (Wite Brekken). Aan de westkant is het meer via de Ooster Wijmerts (Easterwimerts) verbonden met de Zwarte Brekken (Swarte Brekken).
In het meer ligt een klein eilandje met een vakantiehuisje. Op dit eilandje schijnt ook een zogenaamde verlaten kerkhof te liggen. Een verlaten kerkhof is een overblijfsel van een verdwenen nederzetting. Ze komen vooral voor in veengebieden. De Oudhof maakt deel uit van het natuurgebied Witte- en Zwarte Brekken en Oudhof.